# Condado de Smith (Mississippi)
O Condado de Smith é um dos 82 condados do estado norte-americano do Mississippi. A sede de condado é Raleigh e a sua maior cidade é Taylorsville.
O condado tem uma área de 1650 km² (dos quais 3 km² estão cobertos por água), uma população de 16 182 habitantes, e uma densidade populacional de 10 hab/km² (segundo o censo nacional de 2000). O condado foi fundado em 1916 e recebeu o seu nome em homenagem ao militar David Smith, que serviu na Guerra da Independência dos Estados Unidos em Kings Mountain, Cowpens e Euthaw Springs.